# 유변학
유변학(流變學, rheology) 또는 유동학(혈류학)은 물질의 변형과 움직임을 연구하는 과학 분야이다. 콜로이드성 물질, 고분자 물질, 생체 물질 등의 복잡한 계면성 또는 물리적, 화학적 조성을 가진 유동성 물질이 힘이나 에너지에 대하여 반응하는 탄력, 변형, 유동 등의 다양한 현상을 연구한다.
한편 이처럼 고체, 액체, 기체 등 물질의 상태에서 물질이 이들 2가지 이상 복합적인 성질을 보여주는 현상을 연구하는 학문을 유변학이라고 하는데 '리오(rheo-흐른다)'라는 그리스어에서 유래한다.
여기에는 비뉴튼 유동이나 데버러 수 그리고 레이놀즈 수 등이 주요하게 관여한다.

## 범위
| 연속체 역학 연속 물질에 대한 물리학 연구 | 고체역학 고정된 형상을 가진 연속체인 고체에 대한 물리적 현상을 연구하는 학문 | 탄성 물체에 가해진 변형력이 사라졌을 때 물체가 원래의 모양으로 복구되고자 하는 성질 | 탄성 물체에 가해진 변형력이 사라졌을 때 물체가 원래의 모양으로 복구되고자 하는 성질 |
| 연속체 역학 연속 물질에 대한 물리학 연구 | 고체역학 고정된 형상을 가진 연속체인 고체에 대한 물리적 현상을 연구하는 학문 | 소성 물체에 충분히 큰 힘이 가해졌을 때 물체의 모양이 영구적으로 바뀌는 성질         | 유변학 물질 중에는 점탄성(visco-elasticity)을 가진 것도 있다. 점탄성이란 점성(viscosity)과 탄성(elasticity)이 복합된 성질을 말한다. 이러한 경우에는 고체역학과 유체역학 사이의 구분이 모호해진다. |
| 연속체 역학 연속 물질에 대한 물리학 연구 | 유체역학 유체의 물리적 성질을 다룬다. 유체의 성질 중 중요한 한 가지는 점성으로서, 이는 유체에 속도의 공간에 대한 기울기(속도벡터의 gradient)가 있을 때 그에 대해 유체 내에 생성되는 힘이다. | 비뉴턴 유체 적용된 전단 응력에 비례하는 변형률을 겪지 않는다.                       | 유변학 물질 중에는 점탄성(visco-elasticity)을 가진 것도 있다. 점탄성이란 점성(viscosity)과 탄성(elasticity)이 복합된 성질을 말한다. 이러한 경우에는 고체역학과 유체역학 사이의 구분이 모호해진다. |
| 연속체 역학 연속 물질에 대한 물리학 연구 | 유체역학 유체의 물리적 성질을 다룬다. 유체의 성질 중 중요한 한 가지는 점성으로서, 이는 유체에 속도의 공간에 대한 기울기(속도벡터의 gradient)가 있을 때 그에 대해 유체 내에 생성되는 힘이다. | 뉴턴 유체는 적용된 전단 응력에 비례하는 변형률을 겪는다.                            | |

## 무차원수

### 레이놀즈 수
유체 역학에서 레이놀즈 수는 점성 힘에 대한 관성력(vsρ)의 비율을 측정 한 값(μ/L)이다. 그리고 주어진 흐름 조건에 대해 이 두 가지 유형이 상대적 영향의 중요성을 정량화한다. 즉 낮은 레이놀즈 수에서는 점성 효과가 지배적이게 되며 흐름은 층류인 반면 높은 레이놀즈 수에서는 관성이 지배적이며 흐름은 난기류일 수 있다. 그러나 유동성은 고정 점도가 아닌 유동성 및 시간에 따라 변할 수 있는 유체와 관련되기 때문에 레이놀즈 수의 계산이 복잡할 수 있다.
이것은 유체 역학에서 가장 중요한 무차원수인 단위 중 하나이며 일반적으로 다른 무차원 숫자와 함께 사용되어 동적 유사성을 결정하기 위한 기준을 제공한다. 두 개의 기하학적으로 비슷한 흐름 패턴이 서로 다른 유속을 가진 서로 다른 유체에서 관련 무차원 수에 대해 동일한 값을 가지면 동적으로 유사하다고 한다.
레이놀즈 수의 정의는 다음 식과 같다.
{\displaystyle Re={\rho {v_{s}^{2} \over {L}} \over {\mu {{v_{s}} \over {L^{2}}}}}={\rho v_{s}L \over \mu }={v_{s}L \over \nu }}
여기에서 {\displaystyle v_{s}}는 유동의 평균 속도, {\displaystyle L}은 특성 길이(characteristic length), {\displaystyle \mu }는 유체의 점성 계수(Dynamic Viscosity),{\displaystyle \nu }는 유체의 동점성 계수(Kinematic Viscosity), {\displaystyle \rho }는 유체의 밀도이다.

## 응용

### 생리학
생리학에는 복잡한 구조와 구성을 가지고 있어 광범위한 점탄성 흐름 특성을 나타내는 많은 체액에 대한 연구가 포함된다. 특히 혈액유변학(hemorheology)이라고 불리는 혈류에 대한 전문적인 연구가 있다. 이는 혈액과 그 요소(적혈구, 백혈구, 혈소판을 포함한 혈장 및 형성된 구성요소)의 흐름 특성에 대한 연구이다. 혈액 점도(blood viscosity)는 혈장 점도, 적혈구용적률(hematocrit. 세포 성분의 99.9%를 구성하는 적혈구 부피 분율) 및 적혈구의 기계적 거동에 의해 결정된다. 따라서 적혈구 역학은 혈액의 흐름 특성을 결정하는 주요 요인이다.(안구 유리액은 특히 연령 관련 유리체 액화(vitreous liquefaction) 또는 합액(synaeresis) 연구 중에 유변학적 관찰의 대상이 된다.)
혈액학적 특성의 주요 특징은 정상 전단 흐름에서의 전단 박화(shear thinning)이다. 혈액이 보여줄 수 있는 다른 비뉴턴적 유변학적 특성에는 거짓가소성(pseudoplasticity), 점탄성 및 요변성(thixotropy)이 포함된다.

#### 적혈구 응집
현재 혈류 예측과 전단박화(shear thinning) 반응을 설명하는 두 가지 주요 가설이 있다. 두 모델은 또한 가역적 적혈구 응집의 추진력을 입증하려고 시도하지만 그 메커니즘은 여전히 논쟁 중이다. 적혈구 응집은 혈액 점도와 순환에 직접적인 영향을 미친다. 혈액유변학(hemorheology)의 기초는 다른 생체유체의 모델링을 위한 정보도 제공할 수 있다. 가교 또는 "교차 가교"(cross-bridging) 가설은 거대분자가 인접한 적혈구를 물리적으로 가교하여 염주(rouleaux, 군집) 구조로 만든다는 것을 암시한다. 이는 적혈구 표면에 거대분자가 흡착되면서 발생한다. 공핍층(depletion layer) 가설은 반대 메커니즘을 제안한다. 적혈구의 표면은 고갈층(depletion layer)이 겹쳐서 생성되는 삼투압 구배에 의해 서로 결합된다. 염주(rouleaux) 응집 경향의 효과는 전혈 유변학에서 적혈구 용적률과 피브리노겐 농도로 설명할 수 있다. 연구자들이 사용하는 일부 기술은 시험관 내에서 세포 상호작용을 측정하기 위한 광학적 트래핑(optical trapping)과 미세유체학(microfluidics)이다.

#### 질병 및 진단
점도 변화는 과다점성(hyperviscosity), 고혈압, 겸상 적혈구 빈혈, 당뇨병과 같은 질병과 관련이 있는 것으로 나타났다. 혈류학(hemorheology)적 측정 및 게놈 테스트 기술은 예방 조치 및 진단 도구 역할을 한다.
혈류학은 노화 효과, 특히 혈액 유동성 장애와도 상관관계가 있으며, 연구에 따르면 신체 활동이 혈류학의 농축을 개선할 수 있는 것으로 나타났다.

#### 캐손 유체
비뉴튼 유체 중 캐손 유체 모델(Casson fluid)에서 전단 응력과 전단율 사이의 관계는 혈액에서의 경우 다음과 같이 정의될 수 있다.
{\displaystyle {\sqrt {\tau }}=S{\sqrt {dV \over dy}}+{\sqrt {\tau _{0}}}}
𝜏 = Shear stress(전단응력)
{\displaystyle \tau _{0}} = yield stress(항복응력)
{\displaystyle {{dV} \over {dy}}}= 전단율(Shear rate)
{\displaystyle S=\left({\mu  \over (1-H)^{\alpha }}\right)^{\left({\frac {1}{2}}\right)}}, µ = 점성(Viscosity), α : 단백질 구성 정도 , H = 헤마토크릿 수
이때 {\displaystyle S}는 캐손점도(Casson viscosity)이다.

## 같이 보기
- 유체역학
- 연속체 역학
- 순응도(compliance, 유순도, 순응, 유순)
- 되튐 (유변학)
- 혈류학(hemorheology, 혈류동태학, 혈액유변학)
- 층류(laminar flow)
- 난류 (역학)
- μ(I) 유변학: 알갱이 흐름에 대한 유변학의 하나의 모형